# Juanacatlán, Guerrero
Juanacatlán är en ort i Mexiko.   Den ligger i kommunen Metlatónoc och delstaten Guerrero, i den sydöstra delen av landet, 240 km söder om huvudstaden Mexico City. Juanacatlán ligger 1 847 meter över havet och antalet invånare är 522.
Terrängen runt Juanacatlán är kuperad österut, men västerut är den bergig. Runt Juanacatlán är det ganska glesbefolkat, med 43 invånare per kvadratkilometer. Närmaste större samhälle är Malinaltepec, 19,2 km sydväst om Juanacatlán. I omgivningarna runt Juanacatlán växer huvudsakligen savannskog.